# Reels
Reels ist ein Jazzalbum von Matthew Shipp und Whit Dickey. Die am 12. März 2019 in den Park West Studios, Brooklyn, entstandenen Aufnahmen erschienen am 23. Juli 2021 auf dem Label Burning Ambulance Music.

## Hintergrund
Matthew Shipp und Whit Dickey haben eine lange gemeinsame Geschichte, die drei Jahrzehnte umfasst, beginnend mit dem Album Points (Silkheart,	1990), mit Rob Brown und William Parker. Obwohl sie seitdem Mitglieder zahlreicher Trios und Quartette waren, war dies ihre erste Duo-Aufnahme neben Disc 1 von Dickeys Veröffentlichung Morph (2020).

## Titelliste
- Matthew Shipp & Whit Dickey: Reels

1. Lattice
2. Cosmic Train
3. Hold Tight
4. Moon Garden
5. Fire Dance
6. Vector
7. Magma
8. Silent Ice
9. Reels
10. Icing

Die Kompositionen  stammen von Matthew Shipp und Whit Dickey.

## Rezeption
Nach Ansicht von Karl Ackermann, der das Album in All About Jazz rezensierte, sei Reels der explorative Nachfolger des Vorgänger-Albums Morph. Reels beginne mit „Lattie“, einer hypnotisierenden Komposition mit der Anmutung von Eric Saties „Musique d’ameublement“ (1917–23), die auf eigenwillige Rhythmen treffe. Zusammen mit dem Schlussstück „Icing“ dienen die beiden als Rahmen für einige aufgeregte Improvisationen. „Cosmic Train“ und „Hold Tight“ seien kantige Studien, in denen Shipp und Dickey ihre synergistischen Passagen auf den Punkt bringen würden, so der Autor. Die Stimmungen variieren auf dem Album, wie „Moon Garden“ und „Fire Dance“ zeigten, bei denen Shipp und Dickey die Töne wie musikalische Schrapnells fliegen lassen. In „Vector“, „Silent Ice“ und dem Titelstück würden Shipp und Dickey zwischen komplizierten und dichten Passagen wechseln; zwischen freier Improvisation und klassischen Einflüssen. Shipp und Dickey verkörpern die Grauzone, in der Free Jazz, Avantgarde und Lyrik aufeinandertreffen, so Ackermann. „Diese zehn faszinierenden Stücke erweitern den Umfang von Resonanz und Idiom für eine Piano-Schlagzeug-Formation, die diesen undefinierbaren Raum einnimmt. Das Duo lädt den Hörer in ein momentanes, alternatives Universum ein, vor dem Hintergrund kraftvoller Performances, gebrochener Rhythmen, Melodien und packender Konzepte.“
Mike Borella schrieb in Avant Music News, Reels sei eine ihrer frischesten und überzeugendsten Leistungen. Auf diesen zehn Improvisationen hämmere Shipp Akkordstrukturen direkt aus einer Sonate des 19. Jahrhunderts. Sein Ansatz sei manchmal minimalistisch, aber seine Muster wiederholen sich nicht übermäßig. In und um diese Bemühungen von Shipp schwanke Dickey zwischen Folgen und Führen. Reels sei ein dichtes, informationsreiches Album mit vielen Tönen, die die Synapsen des Hörers in Schwung halten würden, so der Autor. Die Stücke im langsamen Tempo ließen eine gewisse Räumlichkeit entstehen, aber Shipp und Dickey dehnten ihre Instrumente und Fähigkeiten auf eine Weise aus, ohne zu weit nach außen zu gehen. Zusammengefasst sei dies ein sehr angenehmer Piano-/Drum-Output.
Steve Feeney (The Arts Fuse) schrieb unter der Überschrift Unrepentant Proponents of Free Jazz (Reuelose Befürworter des Free Jazz) über Shipp und Dickeys Duoalbum, die beiden Musiker hätten sich zu ausgereiften Modellen dafür entwickelt, wie man den Glauben behalte, wenn man einer eigentümlichen Muse folgt. Nach Ansicht des Autors sind beide Innovatoren, die nie aufgehört hätten, Jazz in unbekannte Gebiete zu treiben. Sie seien auf einer endlosen Suche, um den kreativen Ausdruck zu erweitern.
Ivana Ng schrieb im Down Beat, Whit Dickeys Schlagzeugspiel füge sich nahtlos in Shipps wechselnde Motive ein, seine Kunstfertigkeit sei bei „Hold Tight“ am greifbarsten, einem spritzigen und doch intellektuellen Stück mit strukturierten Hi-Hat-Beats und tonaler Snare, die um ansteigende Klaviermelodien gewunden sind. Auf „Moon Garden“, einer eher kargen Melodie, sei Dickeys Tempo bewusst und ausdrucksstark, zwinge Shipps träge Klavierlinien in Formation und greife auf die zurückhaltenden Töne von „Lattie“ zurück. Die kreative Partnerschaft zwischen Shipp und Dickey sei während des gesamten Albums eng integriert, aber sie würden abwechselnd immer wieder Solo-Improvisationen erkunden. Zusammengenommen stellten die Stücke auf Reels ein Dialog dar, das zwischen frenetischem Diskurs, synergetischem Austausch und gemeinsamem Schweigen oszilliert. Reels veranschauliche die intime und umfassende Beziehung, die Shipp und Dickey über drei Jahrzehnte hinweg aufgebaut haben, eine methodisch und intuitiv.